# بامداد روشن
بامداد روشن از نشریات سیاسی و اجتماعی منتشرشده در تهران در دوران مشروطه بود. مؤسس این روزنامه میرزا سعید علیخان خراسانی بود و نخستین شمارهٔ آن در ۱۲ ربیع‌الاول ۱۲۳۳ هجری قمری (۲۸ دی ۱۲۹۴ خورشیدی / ژانویهٔ ۱۹۱۵ میلادی) منتشر شد. روزنامه در مطبعهٔ باقرزاده چاپ می‌شد و به‌صورت دو بار در هفته (چهارشنبه و دوشنبه) توزیع می‌گردید.

## محتوا
مقالهٔ افتتاحیهٔ روزنامه با عنوان «اوضاع امروزی ما و منظور ما» جهت‌گیری اصلی آن را در دفاع از اتحاد اسلام، استقلال ایران، مبارزه با استبداد و استعمار ترسیم می‌کند. در شمارهٔ نخست، علاوه بر مطالب سیاسی، بخش‌هایی از اخبار مهم جنگ جهانی اول نیز آمده بود. این روزنامه مقالاتی را با عنوان‌هایی همچون «برنامهٔ کابینهٔ جدید»، «کارکنان ادارات»، و «در ایام فترت چه کرده‌اند؟» منتشر می‌کرد.

## توقیف و تجدید انتشار
در سال دوم، بامداد روشن به‌دلیل انتقادات تند و رویکرد مستقلانه‌اش توقیف شد. در برخی منابع، علت توقیف به سال ۱۳۳۵ قمری نسبت داده شده است. با این حال، روزنامه در اسفند ۱۳۰۱ خورشیدی بار دیگر با همان نام و به مدیریت آقا میرزا حسین قزوینی منتشر شد.